# Анн и Серж Голон

Анн и Серж Голон (фр. Anne et Serge Golon или Сержанн Голон, фр. Sergeanne Golon) — литературный псевдоним семейной пары Симоны Шанжё (1921—2017) и Всеволода Сергеевича Голубинова (1903—1972), авторов серии исторических романов об Анжелике, вымышленной красавице-авантюристке XVII века.
Как утверждали Симона и дочь Надин Голубинофф уже после смерти Сержа Голона, действительным автором романов об Анжелике была одна Симона Шанжё. Её муж выступал в основном помощником в поисках исторического материала и консультантом. Кроме «Анжелики», супруги совместно написали ряд статей и очерков.

## Авторы
Всеволод Голубинов и Симона Шанжё познакомились в 1947 году во Французском Конго, куда оба прибыли работать из Франции. К тому времени Всеволод Голубинов уже опубликовал книгу под псевдонимом Серж Голон. Они поженились в 1948 году в Пуэнт-Нуар в Конго. Позднее они вернулись во Францию и поселились в Версале.
Так как Всеволод (по образованию геохимик — окончил Высшую химическую школу в Нанси, затем работал в Африке и в странах Азии как геолог-разведчик) не мог найти во Франции работу по специальности, супруги попытались заниматься совместным литературным трудом. Они начали работать вместе над статьями, посвящёнными личным воспоминаниям Всеволода о жизни в Азии (в Китае, Лаосе) и, главным образом, в Африке, где он провёл большую часть жизни начиная с 19 лет. Он рассказывал жене о пережитом, затем они вместе писали статьи, при этом Сергей занимался их продажей для газет, в то время как Симона продолжала писать. По желанию Симоны эти статьи были опубликованы под именем Серж Голон. Вскоре они совместно написали другую книгу воспоминаний о детстве Всеволода Голубинова — «Гиганты озера». Работа вышла в 1959 году также под псевдонимом Серж Голон.
Однако положение оставалось трудным, кроме того, Симона к тому времени родила первого ребёнка. И в 1951 году она решает написать историко-приключенческий роман. Симона и Всеволод три года проработали в библиотеке Версаля, изучая исторические материалы, посвящённые истории XVII века. Симона изучала материал, писала, строила фабулу, составляла план, а Всеволод заботился об историчности материала и консультировал супругу.
Первая книга получилась объёмной — 900 страниц. Всеволод нашёл издателя, который был заинтересован в таком произведении. Но французское издательство, куда отдали рукопись, затягивало с выпуском, и тогда супруги решили опубликовать роман в Германии. Книга увидела свет в 1956 году, причём автором значилась только Анн Голон.
В 1957 году роман вышел и во Франции. Французские издатели предложили поставить на обложку имена обоих супругов: введение мужского имени придавало, по их мнению, бо́льшую серьёзность изданию. Симона была не против, но Всеволод дал своё согласие не сразу, подчёркивая, что книга принадлежит перу жены. Однако издатели настояли на своём. Так появился псевдоним «Анн и Серж Голон». Из-за большого объёма роман издали в двух томах. Первый получил название «Анжелика, маркиза ангелов», а второй — «Путь в Версаль». Английское издательство, не спрашивая согласия авторов, опубликовало первую книгу в том же 1957 году под псевдонимом Сержанн Голон (фр. Sergeanne Golon). В 1958 году книга вышла в США под тем же псевдонимом.
Уже первый роман об Анжелике получил международное признание. За первыми томами последовали ещё четыре, причём развитие сюжета шло по заранее составленному плану.
Тем не менее в 1958 году финансовая ситуация у Сержа и Анн всё ещё оставалась трудной, потому что деньги, приходившие из Германии, были по-прежнему не в их руках, а в руках литературного агентства. Нуждаясь в дополнительном доходе, Анн и Серж Голон работали над биографическими материалами о различных исторических персонажах для странички юмора в газете «Le Parisien libéré». Они вместе изучали документы, обсуждали извлечённую из них информацию, и Анн писала на этой основе рассказы. Так они описали жизнь политика Лафайета, путешественника Саворньяна де Бразза, герцогини де Шеврёз, Григория Распутина и других.
К 1961 году Серж Голон отказался от попыток устроиться на работу геологом и решил посвятить себя собственным научным исследованиям, в то же время помогая Анн, когда требовалось переводить документы с английского.
В 1962 году началась подготовка к съёмкам первого фильма об Анжелике. Он вышел на экраны в 1964 году, с Мишель Мерсье в главной роли. Это придало роману ещё большую популярность. Однако после выхода остальных картин об Анжелике популярность книги стала падать. Анн Голон потеряла авторские права и в начале 1979 года была вынуждена подать иск в суд.
Шестая книга закончилась прибытием Анжелики в Америку. Действие, по планам Анн, должно было происходить в штате Мэн (США), где находились поселения французских, английских и голландских колонистов, и в Канаде. Анн и Серж Голон отправились в США и в Канаду, чтобы собрать там материал для новых книг.
В 1972 году Анн завершала роман «Анжелика и демон», а Серж, который с 1961 года занимался живописью, готовил очередную выставку своих работ, которая должна была состояться в Квебеке. Однако через несколько дней по приезде в Квебек он неожиданно скончался от инсульта.

## Изданные книги

### Основная серия романов
- 1957 — Анжелика, маркиза ангелов (фр. Angélique Marquise des Anges)
- 1958 — Путь в Версаль (фр. Angélique, le Chemin de Versailles)
- 1959 — Анжелика и король (фр. Angélique et le Roy)
- 1960 — Неукротимая Анжелика / Анжелика в Берберии / Анжелика и султан (фр. Indomptable Angélique)
- 1961 — Бунтующая Анжелика / Бунт Анжелики / Мятежница Пуату / Анжелика в мятеже / Анжелика в гневе (фр. Angélique se révolte)
- 1961 — Анжелика и её любовь / Любовь Анжелики / Анжелика в любви / Анжелика и Рескатор (фр. Angélique et son Amour)
- 1964 — Анжелика в Новом Свете (фр. Angélique et le Nouveau Monde)
- 1966 — Искушение Анжелики / Анжелика в Голдсборо (фр. La Tentation d’Angelique)
- 1972 — Анжелика и Демон (фр. Angelique et la Demone)
- 1976 — Анжелика и заговор теней / Анжелика и заговор тёмных сил (фр. Angélique et le Complot des Ombres)
- 1980 — Анжелика в Квебеке (фр. Angélique à Québec)
- 1984 — Дорога надежды (фр. Angélique, la Route de l’Espoir)
- 1985 — Триумф Анжелики / Победа Анжелики (фр. La Victoire d’Angélique)

### Новая версия
- 2006 — Маркиза Ангелов (Marquise des Anges)
- 2006 — Тулузская свадьба (Mariage Toulousain)
- 2007 — Королевские празднества (Fêtes Royales)
- 2008 — Мученик Нотр-Дама (Le Supplicié de Notre Dame)
- 2008 — Тени и свет Парижа (Ombres et Lumières dans Paris)
- 2010 — Путь в Версаль (Le Chemin de Versailles)
- 2011 — Война в кружевах (La Guerre en Dentelles)

Ориентировочные заголовки и даты выхода книг новой версии на французском языке:
1. Angélique et le Roy (Анжелика и король) — ноябрь 2008
2. Indomptable Angélique (Неукротимая Анжелика) — апрель 2009
3. Angélique se Révolte (Мятеж Анжелики) — апрель 2009
4. Angélique et son Amour (Любовь Анжелики) — ноябрь 2009
5. Angélique et le Nouveau Monde — 1 (Анжелика в Новом свете. Том 1) — ноябрь 2009
6. Angélique et le Nouveau Monde — 2 (Анжелика в Новом свете. Том 2) — ноябрь 2009
7. La tentation d’Angélique (Искушение Анжелики) — апрель 2010
8. Angélique et la Démone (Анжелика и демон) — дата неизвестна
9. Angélique et le Complot des Ombres (Анжелика и тайный заговор) — апрель 2010
10. Angélique à Quebec — 1 (Анжелика в Квебеке. Том 1) — ноябрь 2010
11. Angélique à Quebec — 2 (Анжелика в Квебеке. Том 2) — ноябрь 2010
12. Angélique à Quebec — 3 (Анжелика в Квебеке. Том 3) — дата неизвестна
13. Angélique, La Route de l’Espoir (Анжелика. Дорога надежды) — ноябрь 2011
14. La Victoire d’Angélique — 1 (Победа Анжелики. Том 1) — апрель 2011
15. La Victoire d’Angélique — 2 (Победа Анжелики. Том 2) — дата неизвестна
16. Angélique et le Royaume de France — 1 (Анжелика и французское королевство. Том 1) — ноябрь 2011
17. Angélique et le Royaume de France — 2 (Анжелика и французское королевство. Том 2) — ноябрь 2011
18. Angélique et le Royaume de France — 3 (Анжелика и французское королевство. Том 3) — ноябрь 2011